# Therese Svendsen
Therese Svendsen, née le 13 mars 1989 à Malmö, est une nageuse suédoise spécialiste du dos crawlé. Elle a décroché une médaille en relais aux Championnats d'Europe 2012. Sélectionnée pour les Jeux olympiques de Londres 2012, elle se classe trente-cinquième du 100 m dos.

## Palmarès

### Championnats d'Europe
Grand bassin
- Championnats d'Europe 2012 à Debrecen (Hongrie) :
  -  Médaille de bronze du relais 4 x 100 m quatre nages.